# John Michael Beaumont

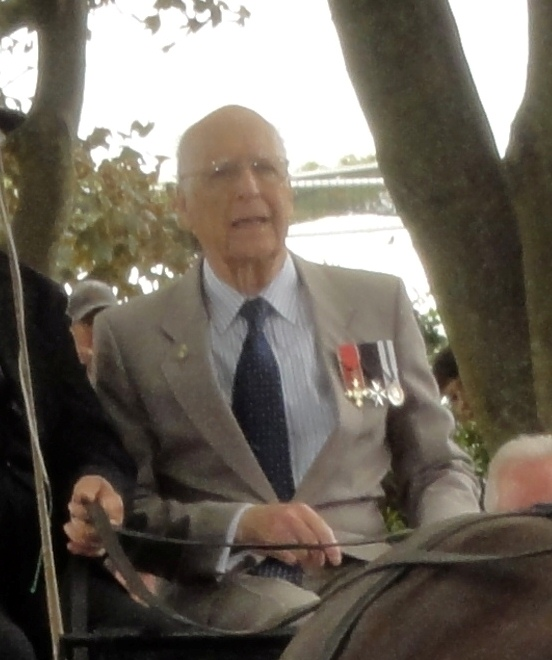

John Michael Beaumont OBE (* 20. Dezember 1927; † 3. Juli 2016) war der zweiundzwanzigste Seigneur de Sercq (Lehnsherr der Insel Sark). Er arbeitete als Bauingenieur, bevor er 1974 seiner Großmutter väterlicherseits, Sibyl Hathaway, der Dame de Sercq, als Seigneur nachfolgte.
Während seiner Herrschaft über die Insel verlor er viele feudale Rechte, die ihm ursprünglich zustanden; daher wurde er zuweilen als letzter Feudalherr Sarks bezeichnet.

## Familie
Beaumont war Sohn des Royal-Air-Force-Offiziers und Filmproduzenten Francis William Beaumont und seiner ersten Frau Enid Ripley. Seine Großmutter väterlicherseits, Sibyl Hathaway, folgte sechs Monate vor seiner Geburt als Dame de Sercq nach. Seine Eltern ließen sich 1937 nach dem Ehebruch mit der Schauspielerin Mary Lawson, welche sein Vater später heiratete, scheiden.
Sein Vater und seine Stiefmutter wurden am 4. Mai 1941 bei einem deutschen Luftangriff auf Liverpool getötet. Damit wurde er heir apparent (nicht verdrängbarer Erbe) seiner Großmutter.
Beaumont arbeitete als Konstruktionsingenieur bei der British Aircraft Corporation in Bristol, bevor er nach Shoreham-by-Sea wechselte, wo er am Beagle Aircraft mitarbeitete.
1956 heiratete er Diana La Trobe-Bateman und hatte mit ihr die beiden Söhne Christopher und Anthony.

## Seigneurship

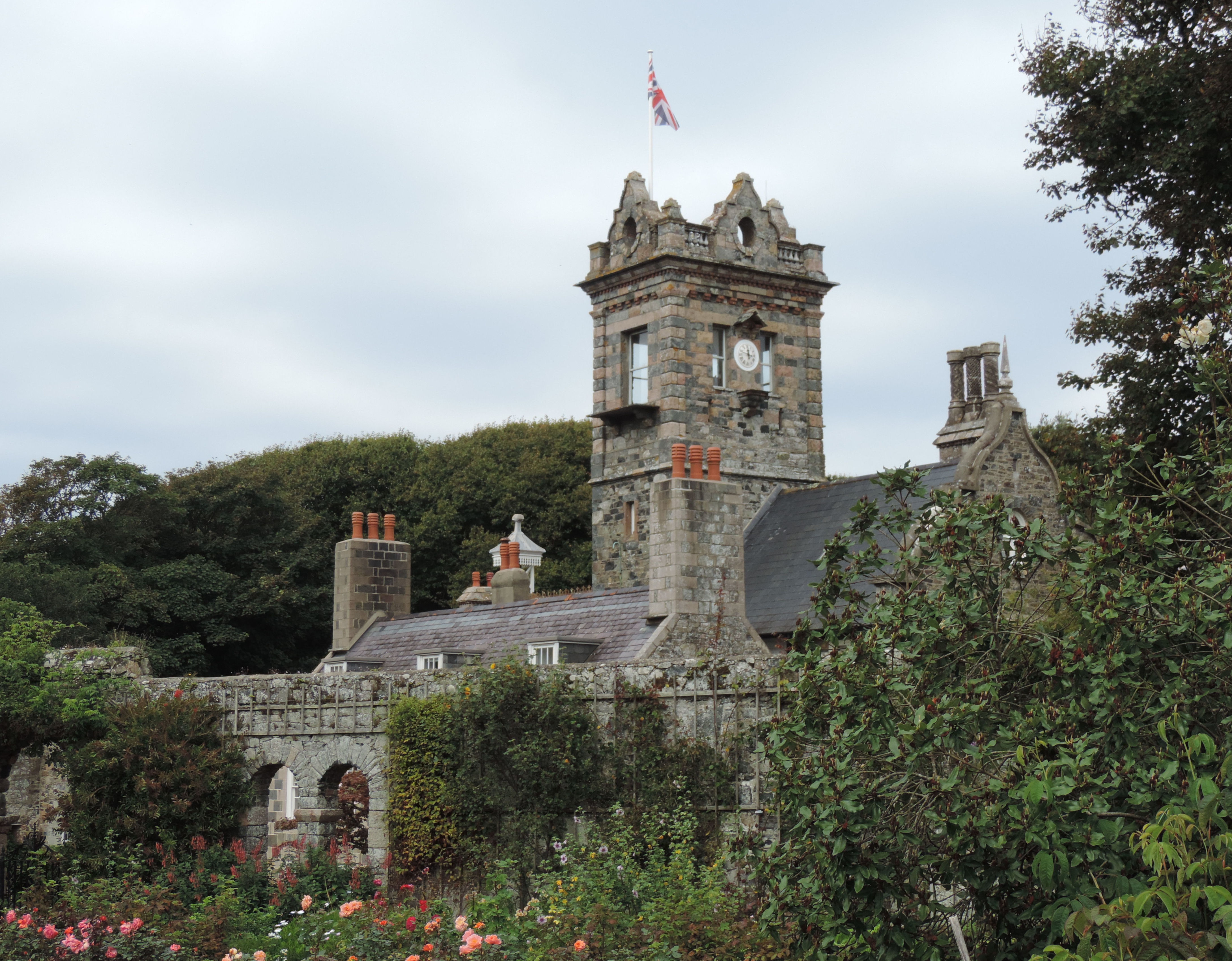
La Seigneurie

1974 starb Beaumonts Großmutter, und er folgte ihr als Seigneur de Sercq nach. Als neuer Seigneur schwor er Königin Elisabeth 1978 die Treue, als sie die Insel erstmals seit ihrem Amtsantritt besuchte.
1990 kam ein arbeitsloser französischer Atomphysiker namens André Gardes auf die Insel, um Beaumont (mit einer halbautomatischen Waffe bewaffnet) als Seigneur abzulösen. Der Versuch scheiterte.
Während ihres Besuches 2001 ernannte Königin Elisabeth Beaumont zum Officer of the Order of the British Empire.
2008 wurde das Regierungssystem von Sark reformiert. Beaumont blieb Lehensherr der Insel, doch er verlor einige Privilegien. Er behielt das Privileg, als Einziger auf der Insel Tauben und nicht sterilisierte Hunde zu halten. Die ersten demokratischen Wahlen fanden im Dezember 2008 statt. Beaumont bedauerte die Veränderungen und bestritt, ein Feudalherr zu sein.

### Die letzten Jahre
Wegen der schlechter werdenden Gesundheit zogen seine Frau und er von La Seigneurie, dem traditionellen Herrschaftssitz, in ein kleineres Gebäude auf ihrem Landgut. 2009 erlaubten sie David Synnott und seiner Frau, für die Dauer von zehn Jahren, bis Ende Oktober 2019, in der Seigneurie zu leben. Statt Mietzahlungen mussten sie die Renovierung des Gebäudes bezahlen.
Major Christopher Beaumont, Michael Beaumonts Sohn und Erbe, lebte in Großbritannien und diente bei den Landstreitkräften. 2008 erklärte er vor dem Chief Pleas, dem Parlament von Sark, dass er plane, nach Sark zurückzukehren und die Nachfolge als Lehnsherr anzutreten.
2011 erklärte der Seigneur, dass er sein Lehen nie verkaufen würde.
Am 3. Juli 2016 starb Michael Beaumont. Weniger als fünf Monate später teilte die Familie mit, dass Diana, Michaels Ehefrau, am 1. Dezember 2016 im 80. Lebensjahr verstorben sei.